# Черкасское (Воронежская область)
Черкасское — село в Павловском районе Воронежской области России.
Входит в состав Покровского сельского поселения.
| 1859 | 1897  | 2009 | 2010 |
| ---- | ----- | ---- | ---- |
| 746  | ↗1506 | ↘396 | ↘368 |

## География
Расположено в юго-восточной части поселения, к северу от устья реки Битюг. Удалено от центра поселения на 6 км.
В селе имеются четыре улицы — Мира, Садовая, Сосновая и Школьная.

## История
Основано как казачий хутор в середине XVIII века на полуострове Черкасского озера. В 1859 году в хуторе насчитывалось 76 дворов, численность мужского населения составляла — 333 человека, женского — 380 человек. В 1900 году на территории села насчитывалось 222 двора, численность населения составляла 1212 человек. Имелось четыре общественных здания, одна школа грамоты, две мелочные лавки и одна винная.

## Инфраструктура
В селе находится Черкасская основная общеобразовательная школа. Также имеются Дом культуры с библиотекой, ФАП, магазины и отделение связи.